# Altiverruca longicarinata
Altiverruca longicarinata is een zeepokkensoort uit de familie van de Verrucidae..